# Pygidianops
Pygidianops là một chi cá da trơn trong họ Trichomycteridae. 

## Các loài và phân bố
Chi này có 3 loài:
- Pygidianops cuao
Schaefer, Provenzano, de Pinna & Baskin, 2005
- Pygidianops eigenmanni
Myers, 1944
- Pygidianops magoi
Schaefer, Provenzano, de Pinna & Baskin, 2005

Loài P. eigenmanni phân bố ở lưu vực Rio Negro ở Brasil. P. cuao chỉ hiện diện ở lưu vực sông Cuao. P. magoi chỉ có ở hạ lưu Orinoco giữa Ciudad Bolívar và Barrancas ở Venezuela.